# 29-я гвардейская стрелковая дивизия
29-я гвардейская стрелковая Ельнинская Краснознамённая ордена Суворова дивизия — гвардейское формирование (соединение, стрелковая дивизия) РККА ВС Союза ССР, принимавшее участие в Великой Отечественной войне.
Условное наименование формирования — войсковая часть полевая почта (в/ч пп) № 20636. Сокращённое действительное наименование — 29 гв. сд., либо (в выдаваемых Штабом справках) может фигурировать как 29 гв. секд. Период вхождения в действующую армию: 24 мая 1942 года — 9 мая 1945 года.

## История

### Великая Отечественная война
Гвардейское стрелковое соединение сформировано 24 мая 1942 года, с присвоением ей нового войскового № 29, в связи с награждение 32-й Краснознамённой стрелковой дивизии почётным званием «Гвардейская», за мужество и героизм её личного состава проявленные в боях с немецко-фашистскими захватчиками.
Весной 1943 года гвардейская дивизия принимала участие в Ржевско-Вяземской операции, в ходе которой части дивизии освободили Гжатск (06.03.1943 года). Во время подготовки этой операции 24 февраля 1943 года у деревни Лёскино сражался в окружении и по причине неудовлетворительной организации и отсутствия должного взаимодействия войск армии был практически полностью уничтожен направленный в разведку боем лыжный батальон дивизии. Командующий армией Я. Т. Черевиченко попытался свалить вину за гибель батальона на командира дивизии А. Т. Стученко, однако после расследования обстоятельств случившегося Черевиченко был снят с должности (одновременно был снят с должности и командующий Западным фронтом И. С. Конев), а Стученко получил одновременно строгий выговор и предупреждение о несоответствии занимаемой должности.
В ходе Ельнинско-Дорогобужской операции приняла участие в освобождении Ельни (30.08.1943 года), после чего наступала в направлении на Оршу

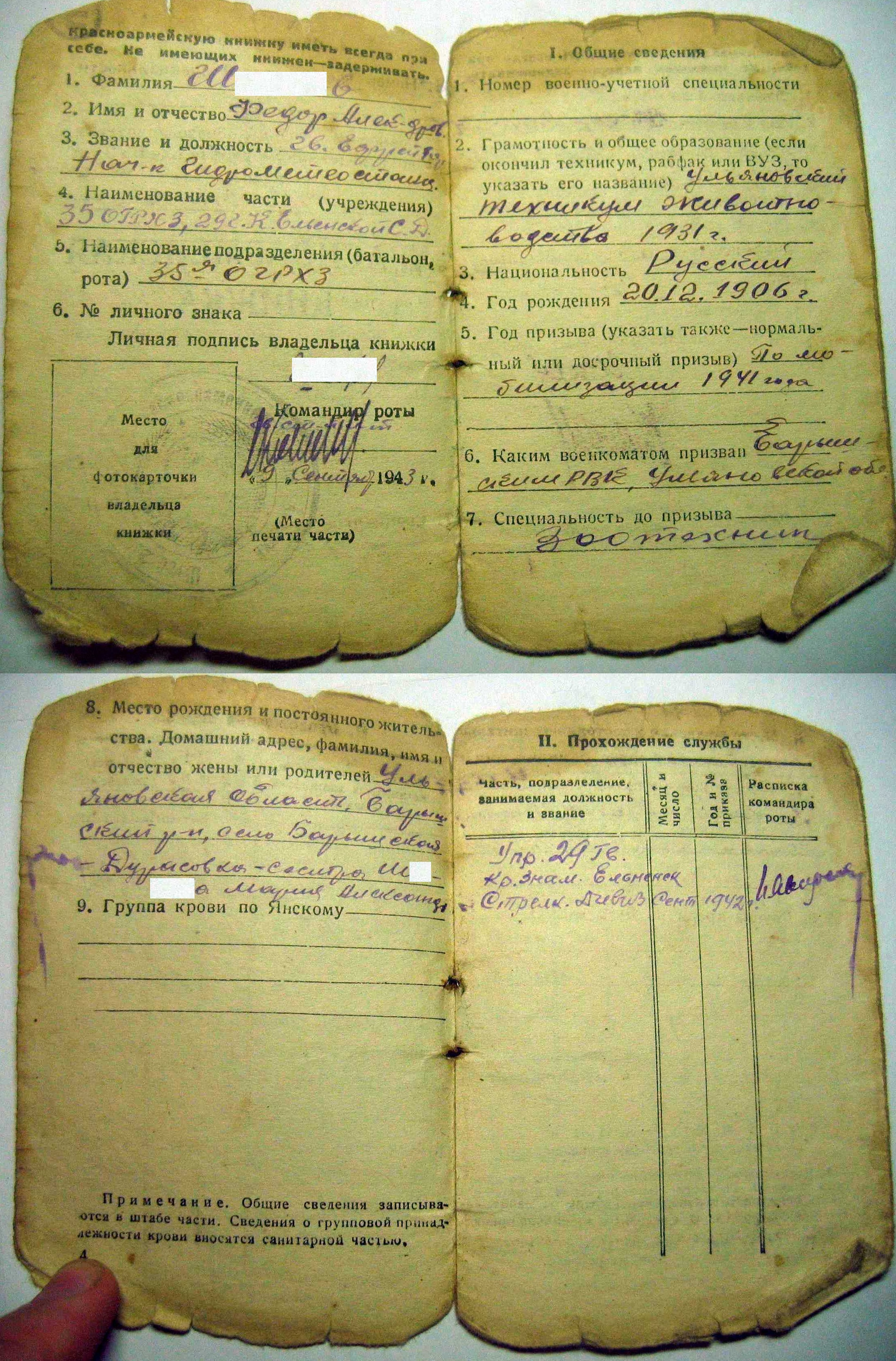
два разворота красноармейской книжки бойца 29-й гвсд 35огрхз Фёдора Александровича Ш.

С февраля 1944 года наступает в направлении Пушкинских Гор, форсировала реку Великая, с 18.04.1944 года перешла к обороне на плацдарме по правому берегу реки Сороть.
В июне 1944 года была фактически превращена в моторизованную дивизию, все её стрелковые полки и специальные подразделения были посажены на машины. Дивизии придали танковый полк, насчитывавший 50 единиц Валентайн. Конский состав и гужевой транспорт из частей изъяли. Дивизия в дальнейшем действовала в качестве подвижной группы армии.
Приняла участие в Режицко-Двинской наступательной операции, в ходе которой освободила Опочку (15.07.1944 года), 23.07.1944 года приняла участие в освобождении города Лудза, позднее городов Резекне и Даугавпилса. Приняла участие в Мадонской операции, Рижской операции, первой прорвав оборону противника и наступая вдоль шоссе Кекава—Рига. Приняла участие в освобождении Риги, 16.10.1944 года выбив из неё последние подразделения врага.
В 1945 году вела бои с Курляндской группировкой противника и даже была окружена, но вышла из окружения.

### Послевоенное время
16 июля 1946 года, в связи с демобилизацией Советского Союза, на базе 29-й гвардейской стрелковой дивизии была сформирована 36-я гвардейская механизированная Ельнинская Краснознамённая ордена Суворова дивизия (в/ч 20636) вошедшая в состав 7-го гвардейского стрелкового корпуса 10-й гвардейской армии Ленинградского военного округа, с местом дислокации город Раквере. С апреля 1948 года дивизия в составе 4-го гвардейского стрелкового корпуса.
В 1947 году в состав дивизии, вместо расформированного 114-го гвардейского механизированного полка, был включён 254-й гвардейский стрелковый полк имени Александра Матросова (в/ч 92953) из расформированной 56-й гвардейской стрелковой Смоленской Краснознамённой дивизии, с одновременным его переформированием в механизированный.
25 июня 1957 года, в связи с хрущёвским сокращением ВС СССР дивизия была переформирована в 36-ю гвардейскую мотострелковую дивизию. В марте 1960 года в состав 36-й гвардейской дивизии вместо расформированного 284-го гвардейского мотострелкового полка вошёл 23-й гвардейский мотострелковый полк из расформированной 8-й гвардейской мотострелковой дивизии.
Директивой ГШ ВС СССР № 68054, от 23 мая 1960 года, 36-я гвардейская мотострелковая дивизия, в целях сохранения традиций, получила наименование расформированной 8-й гвардейской мотострелковой дивизии.
18 февраля 1967 года на базе 254-й гвардейского мотострелкового полка имени Александра Матросова, который остался от убывшей во Фрунзе 8-й гвардейской мотострелковой дивизии, была развёрнута 144-я мотострелковая дивизия (в/ч 12129) с местом дислокации город Таллин. Директивой ГШ ВС СССР № орг/1/64838 от 27 декабря 1967 года, 144-й мотострелковой дивизии было присвоено звание гвардейская и переданы регалии расформированной в 1960 году 36-й гвардейской мотострелковой Ельнинской Краснознамённой ордена Суворова дивизии.

## В составе
- Западный фронт, 5-я армия, — на 01.07.1942 года
- Западный фронт, 10-я гвардейская армия, 7-й гвардейский стрелковый корпус, — на 01.07.1943 года
- 2-й Прибалтийский фронт, 10-я гвардейская армия, 7-й гвардейский стрелковый корпус, — с 09.12.1943 года
- 2-й Прибалтийский фронт, 10-я гвардейская армия, 15-й гвардейский стрелковый корпус — на 01.01.1944 года
- Ленинградский фронт, 10-я гвардейская армия, 15-й гвардейский стрелковый корпус — с 01.04.1945 года

## Состав
- управление
- 87-й гвардейский стрелковый Краснознамённый полк[7]
- 90-й гвардейский стрелковый полк
- 93-й гвардейский стрелковый Краснознамённый полк[7]
- 62-й гвардейский артиллерийский Краснознамённый полк[8]
- 34-й гвардейский отдельный истребительно-противотанковый дивизион
- 33-я гвардейская зенитная батарея (до 01.04.1943)
- 32-й гвардейский миномётный дивизион (до 01.11.1942)
- 31-я отдельная гвардейская разведывательная рота
- 32-й отдельный гвардейский сапёрный батальон
- 41-й отдельный гвардейский батальон связи (с 09.11.1942 по 05.11.1944 года 41-я гвардейская отдельная рота связи)
- 498-й (30-й) отдельный медико-санитарный батальон
- 35-я отдельная гвардейская рота химический защиты
- 578-я (27-я) автотранспортная рота
- 622-я (36-я) полевая хлебопекарня
- 609-й (26-й) дивизионный ветеринарный лазарет
- 132-я полевая почтовая станция
- 267-я полевая касса Государственного банка
- отдельный гвардейский лыжный батальон

## Командование

### Командиры
- Ротмистров, Павел Алексеевич (05.1942 - 06.1942), полковник, один из самых известных командиров дивизии, позже стал генерал-полковником танковых войск и командовал 5-й гв. танковой армией.
- Карпов, Николай Григорьевич (07.1943 - 09.1942), полковник, под его руководством дивизия участвовала в оборонительных и затем контрнаступательных операциях под Сталинградом.
- Суховаров, Михаил Васильевич (09.1942 - 01.1943), майор, затем полковник, дивизия при нём продолжала участвовать в завершении Сталинградской операции, также участвовал в освобождении Дона и Северного Кавказа.
- Терзи, Дмитрий Андреевич (01.1943 - 09.1943), полковник, при нем дивизия принимала участие в Белгородско-Харьковской наступательной операции ("Охота"), входила в состав Юго-Западного и 1-го Украинского фронтов.
- Горбачёв, Николай Фёдорович (09.1943 - 02.1944), полковник, его руководство совпало с переходом дивизии на территории Бессарабии и Румынии.
- Миронов, Александр Тихонович (02.1944 - 05.1945), полковник, позднее генерай-майор, под его командованием дивизия завершала свой боевой путь в мае 1945 года в Австрии.
- Гладышев, Степан Трофимович (24.05.1942 — 26.11.1942), полковник;
- Перерва, Пётр Васильевич (27.11.1942 — 20.12.1942), генерал-майор;
- Стученко, Андрей Трофимович (25.12.1942 — 12.08.1944), полковник, генерал-майор[9], данные о боевом применении 29-й гв.ст.дивизии;
- Лазарев, Венедикт Михайлович (13.08.1944 — 15.01.1946), полковник[10][11];
- Иванов, Александр Павлович (??.01.1946 — ??.05.1946), генерал-майор;
- Сухоребров, Никита Захарович (??.05.1946 — 16.07.1946), генерал-майор.

### Заместители командира
- Коновалов, Михаил Александрович (весна-лето 1942), полковник, возможно исполнял обязанности заместителя при первом командире Ротмистрове П.А.
- Богданов, Николай Семёнович (конец 1942 - начало 1943), полковник, передавал управление во время перехода к новому командиру дивизии.
- Синицын, Григорий Иванович (07.11.1942 — 03.01.1943), полковник
- Марченко, Василий Григорьевич, подполковник, позднее полковник, мог исполнять обязанности командира дивизии в отсутствии основного командира.
- Руднев, Иван Петрович (1944), подполковник, ответственный за боевое обеспечение дивизии.
- Соколов, Сергей Михайлович (1944 - 1945), подполковник, занимался организацией взаимодействия между полками и штабом дивизии.

### Начальники штаба
- Бондаренко Иван Михайлович, (30.03.1942 - 17.06.1942), полковник, назначен после формирования дивизии как гвардейской.
- Карпов Григорий Павлович, (17.06.1942 - 06.08.1942), полковник, участвовал в Сталинградской битве, впоследствии погиб в бою.
- Рождественский Александр Васильевич, (06.08.1942 - 18.09.1942), полковник, краткосрочно исполняющий обязанности.
- Чернышёв Пётр Семёнович, (18.09.1942 - 01.02.1943), полковник, участвовал в Сталинградской и других операциях.
- Глушко, Александр Васильевич (28.06.1942 — ??.03.1943), майор, подполковник (требуется уточнение дат)
- Морозов Николай Александрович, (01.02.1943 - 01.04.1943), полковник, исполняющий обязанности начальника штаба Удостоверение, выданное Штабом 29-й гв.ст.дивизии 23 июня 1944 года, за подписью и.о.нач.штаба Морозова.

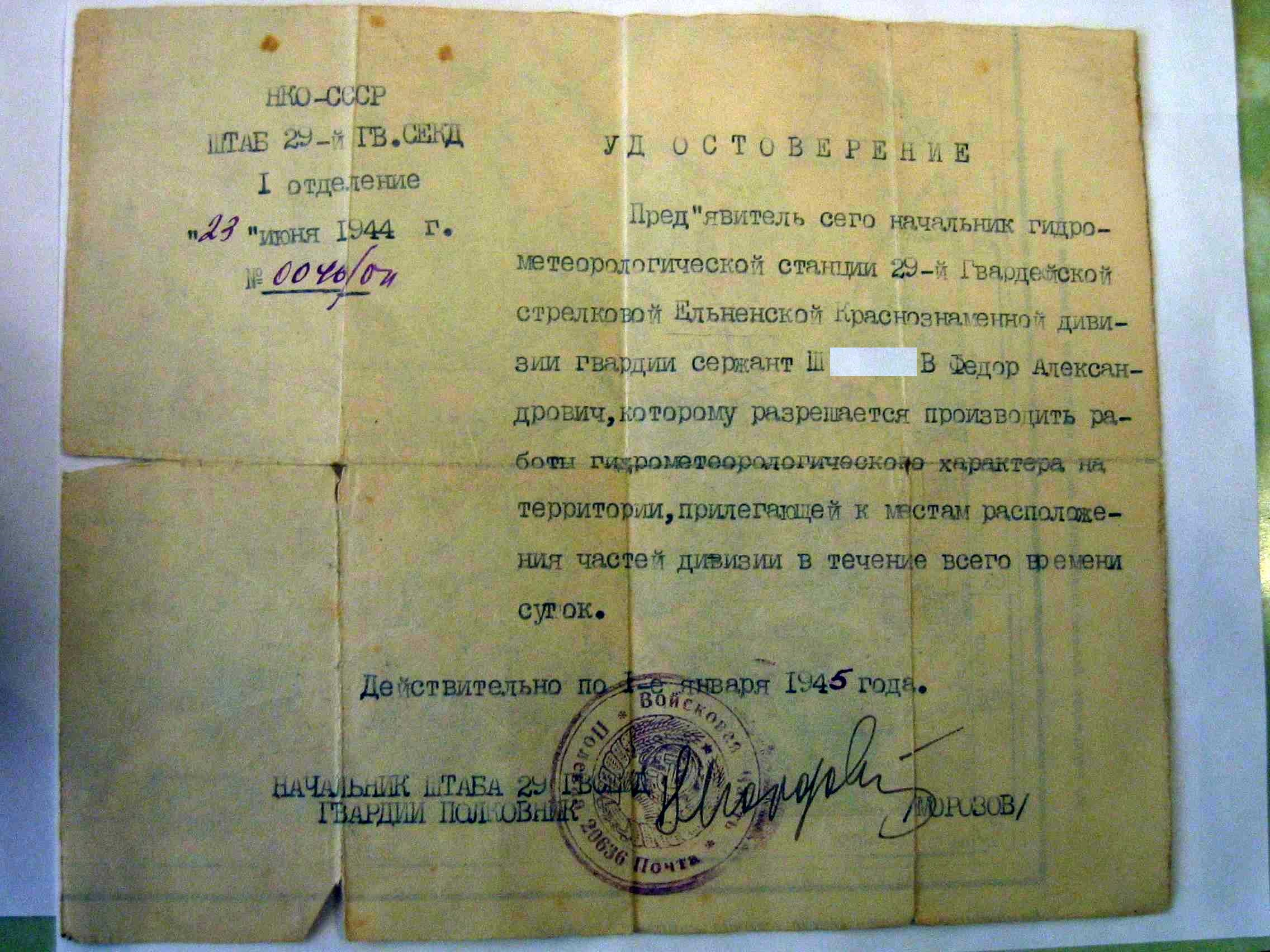
Удостоверение, выданное Штабом 29-й гв.ст.дивизии 23 июня 1944 года, за подписью и.о.нач.штаба Морозова

- Тихомиров Дмитрий Ефимович, (01.04.1943 - 01.10.1943), полковник, участвовал в боях на Юге и Орёл-Белгородской операции.
- Левин Самуил Моисеевич, (01.10.1943 - 01.01.1944), полковник, продолжал службу в составе дивизии во время освобождения Правобережной Украины.
- Карасёв Константин Андреевич, (01.01.1944 - 01.05.1944), полковник, участвовал в Ясско-Кишинёвской операции.
- Зотов Николай Петрович, (01.05.1944 - 09.05.1945), полковник, затем генерал-майор, долгое время руководил штабом дивизии в ходе освобождения Румынии, Болгарии и Югославии.

## Награды и почётные наименования
| Награда (наименование)             | Дата награждения                                                            | За что награждена |
| ---------------------------------- | --------------------------------------------------------------------------- | --- |
| Орден Красного Знамени             | награждена указом Президиума Верховного Совета СССР от 25 октября 1938 года | за самоотверженные и умелые действия частей и подразделений, за мужество и отвагу, проявленные личным составом при обороне района озера Хасан (по наследству от 32-й стрелковой дивизии) |
| Почётное звание «Гвардейская»      | присвоено приказом НКО СССР от 24 мая 1942 года                             | |
| Почётное наименование «Ельнинская» | присвоено приказом Верховного главнокомандующего № от 31 августа 1943 года  | в ознаменование одержанной победы и отличия в боях за освобождение города Ельня |
| Орден Суворова II степени          | награждена указом Президиума Верховного Совета СССР от 3 ноября 1944 года   | за образцовое выполнение заданий командования в боях с немецкими захватчиками, за овладение городом Рига и проявленную при этом доблесть и мужество                                      |

Награды частей дивизии:
- 87-й гвардейский стрелковый Краснознамённый[13] полк имени М. В. Фрунзе
- 62-й гвардейский артиллерийский Краснознаменный[13] полк

## Воины дивизии
- Басанов, Батор Манджиевич, гвардии старший сержант 93-го гвардейского стрелкового полка. Герой Советского Союза. Награждён 21.05.1945 года за бой в деревне Духново, Псковская область.
- Третьяк, Иван Моисеевич, командир батальона 93-го гвардейского стрелкового полка, гвардии майор. Герой Советского Союза. Награждён 24.03.1945 года за бои под Опочкой. Впоследствии генерал армии, Герой Социалистического Труда, командующий Белорусским и Дальневосточным военными округами, четырежды депутат Верховного Совета СССР.
- Дятлов, Александр Иванович, командир пулемётного отделения 93-го гвардейского стрелкового полка, гвардии старший сержант. Герой Советского Союза. Награждён 24.03.1945 года за бои под Опочкой.

## Память
- В Омске создан в 1992 году мемориал «Аллея Славы 32-29 гвардейской стрелковой дивизии».
- Дивизия также упомянута на плите мемориального комплекса «Воинам-сибирякам», Ленино-Снегирёвский военно-исторический музей.

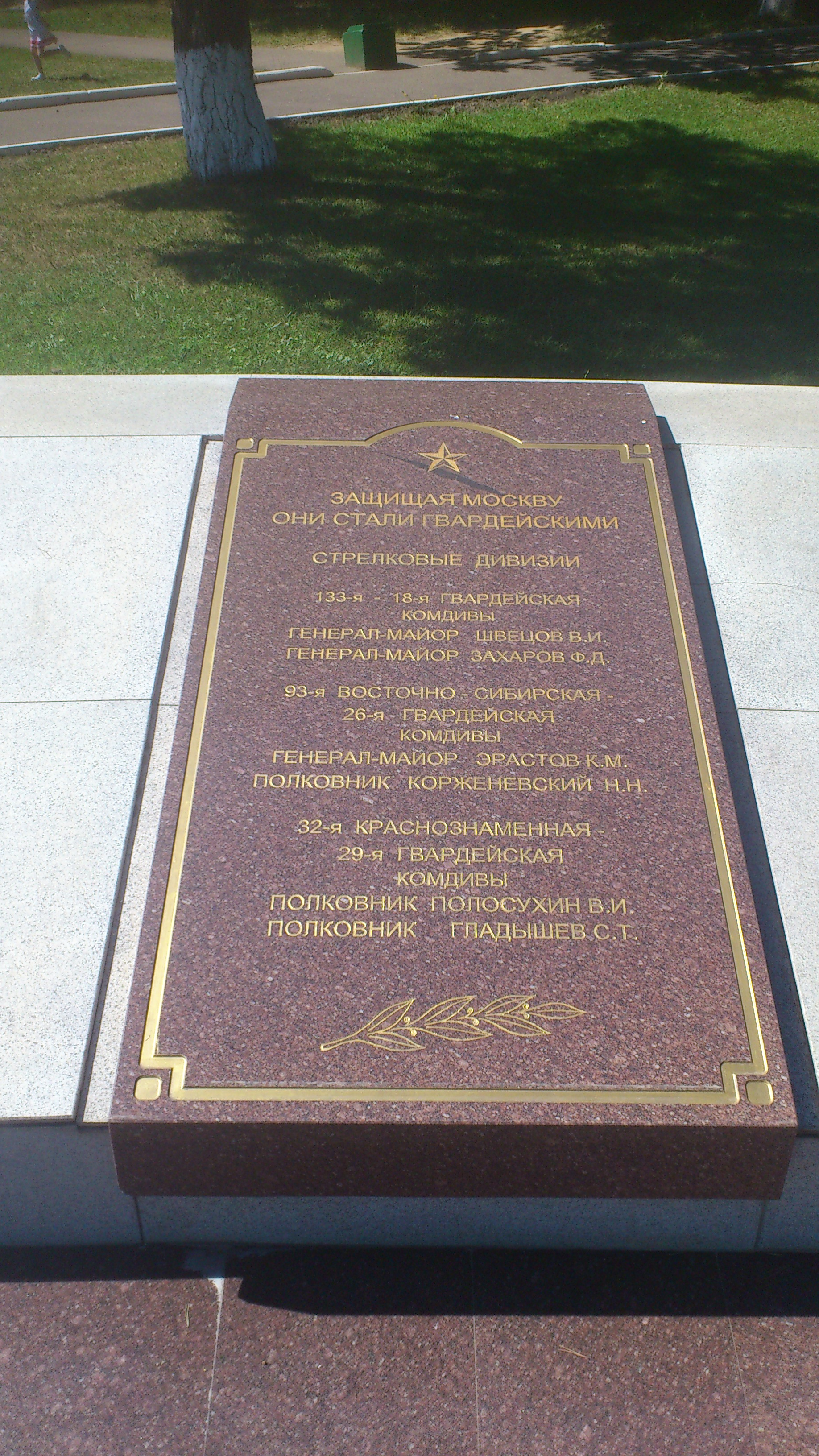
«Защищая Москву, они стали гвардейскими» на плите мемориального комплекса «Воинам-сибирякам».
Мемориальный комплекс «Воинам-сибирякам», Ленино-Снегирёвский военно-исторический музей.

## Оценки и мнения
Действия 29-й гвардейской стрелковой дивизии 29 — 30 августа 1943 года в ходе наступление наступления в районе Спас-Деменск, Ельня приводятся в качестве примера ведения наступления стрелковым соединением в годы Великой Отечественной войны при прорыве промежуточного рубежа обороны противника, после подготовки наступления в короткие сроки, в книге «Тактика в боевых примерах. Дивизия.» — под общей редакцией А. И. Радзиевского. М., Воениздат, 1976 год.